# Ньюмен (регбийный клуб)
«Клуб Ньюмен» (исп. Club Newman) — аргентинский спортивный клуб, базирующийся в пригороде Буэнос-Айреса Бенавидес. Регбийная команда клуба выступает в столичном чемпионате. Среди других направлений деятельности клуба — гольф, теннис и хоккей на траве.

## История
Клуб создан в 1979 году. В 2004 году команда добилась выхода в полуфинал чемпионата Буэнос-Айреса. В 2008 году клуб вышел в финал турнира. Нынешним капитаном команды является Альфредо Кордоне, функции его заместителя выполняет Марсело Торрес. Регбистов тренируют Гастон Гарат и Рамиро Варела.
Большая часть игроков клуба входит в сообщество выпускников школы «Колехио Карденал Ньюмен» («Колледж кардинала Ньюмена»). Основанная орденом Христианских братьев школа располагается в пригороде Сан-Исидро. Школа обладает статусом высшего образовательного учреждения и имеет право присуждать степень бакалавра. Представители ордена, входящего в структуру Римской католической церкви, прибыли в Аргентину с девизом «Борись как должно» (лат. Certa Bonum Certamen). В воспитании учеников преподаватели придерживаются принципов основателя, Эдмунда Игнейшеса Райса (1762—1844). От учеников и, следовательно, спортсменов клуба требуются честность, преданность, солидарность и глубокая нравственность.
Среди известных регбистов, игравших за «Ньюмен», следует отметить Кристиана Вьела, Агустина Канальду, Франсиско Иррарасабаля, Фелипе Контепоми, Мануэля Контепоми, Маркоса Айерсу и Агустина Госьо.